# 戸塚郵便局

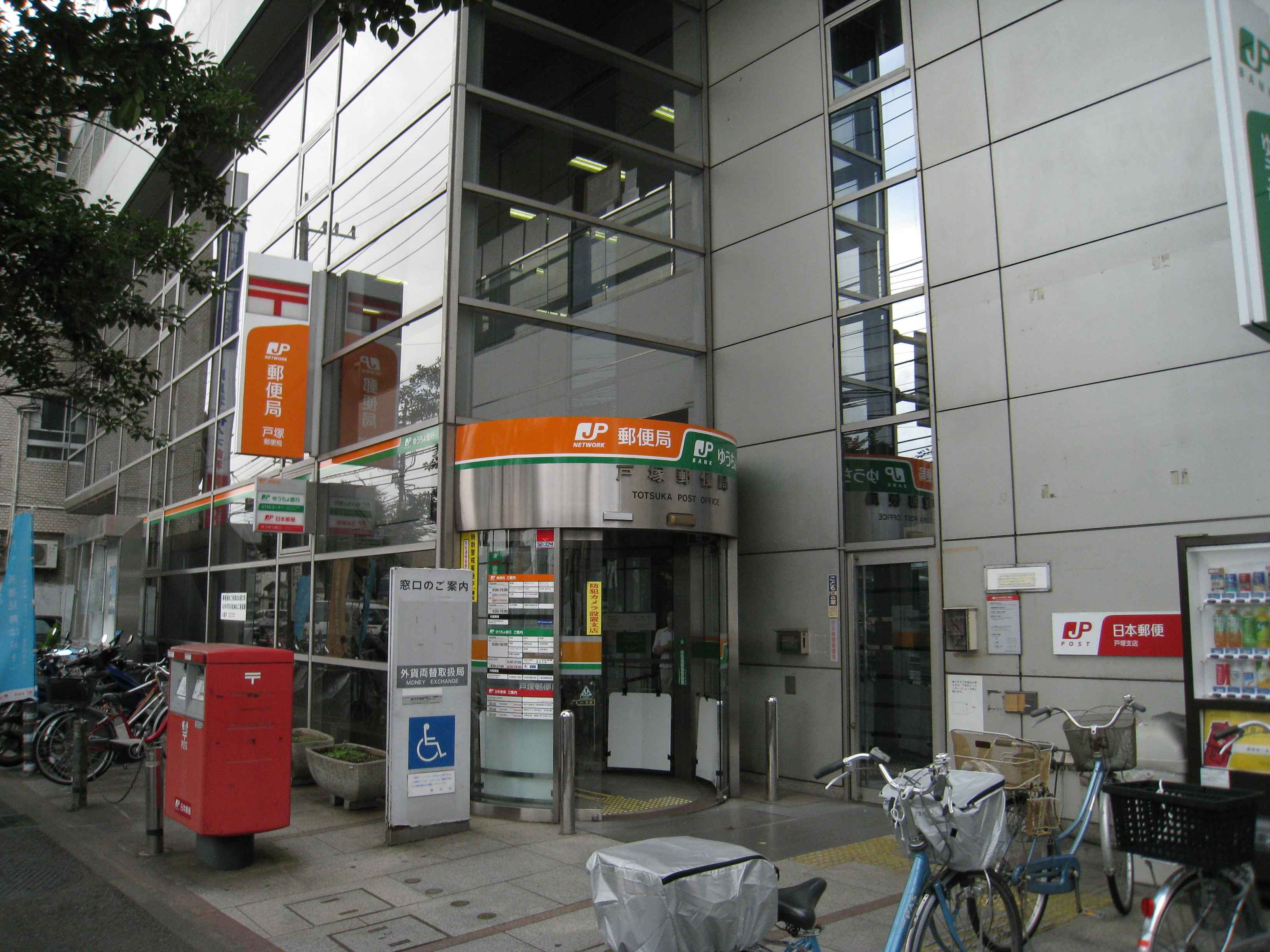
戸塚郵便局入口

戸塚郵便局（とつかゆうびんきょく）は神奈川県横浜市戸塚区にある郵便局。民営化前の分類では集配普通郵便局であった。

## 概要
住所：〒244-8799 神奈川県横浜市戸塚区戸塚町4102-1

### 併設施設
- ゆうちょ銀行戸塚店（さいたま支店戸塚出張所）：取扱店番号020130

## 沿革
- 1871年4月20日（明治4年3月1日） - 日本の近代郵便制度の創設とともに、戸塚郵便取扱所として開設[1]。
- 1874年（明治7年）2月 - 戸塚郵便役所となる[1]。
- 1875年（明治8年）1月1日 - 戸塚郵便局（四等）となる[1]。
- 1882年（明治15年） - 為替・貯金取扱を開始[1]。
- 1909年（明治42年）3月26日 - 電信事務を開始[2]。
- 1954年（昭和29年）10月 - 局舎新築落成。
- 1956年（昭和31年）11月1日 - 電話通話および和文電報受付事務取扱を開始[3]。
- 1987年（昭和62年）2月 - 局舎新築。
- 1996年（平成8年）7月1日 - 外国通貨の両替および旅行小切手の売買に関する業務取扱を開始。
- 2007年（平成19年）10月1日 - 民営化に伴い、併設された郵便事業戸塚（とづか）支店、ゆうちょ銀行戸塚店に一部業務を移管。
- 2012年（平成24年）10月1日 - 日本郵便株式会社発足に伴い、郵便事業戸塚支店を戸塚郵便局に統合。

## 取扱内容

### 戸塚郵便局
- 郵便、印紙、ゆうパック、内容証明
- 生命保険、バイク自賠責保険、自動車保険、がん保険、引受条件緩和型医療保険
- 地方公共団体事務（横浜市バス・電車利用券等の交付）
- 横浜市戸塚区の東部地域（鳥が丘と矢部町を含む）および栄区の北西部地域（〒244-xxxx全域）の集配業務
なお、戸塚区内郵便ポストからの取集は横浜泉郵便局が行っており、当局はコンビニポストおよび戸塚局前のみ取集している
- ゆうゆう窓口

### ゆうちょ銀行戸塚店
- 貯金、貸付、為替、振替、振込、国際送金、外貨両替、トラベラーズチェック、国債、投資信託、変額年金保険
- ATM

## 周辺
- 横浜市戸塚区役所
- 横浜市戸塚消防署
- 戸塚図書館

## アクセス
- JR東海道本線・横須賀線、横浜市営地下鉄ブルーライン 戸塚駅から徒歩約6分
- 神奈中バス 戸塚バスセンター下車
- 横浜横須賀道路 日野ICから北西へ、別所ICから南西へそれぞれ約6km
- 国道1号沿い
- 駐車場あり：3台